# Victorino Munárriz Gabay
Victorino Munárriz Gabay (Zizur Mayor, Navarra; 1930), político navarro, que fue presidente del concejo y alcalde de Zizur Mayor.
Fue el último Alcalde de Zizur Mayor antes de las primeras elecciones democráticas, entre 1977 y 1979.
Tras estas elecciones, deja la alcaldía para volver a su negocio de peluquero en la misma localidad.
Falleció en Zizur Mayor, el 21 de febrero de 2023, a los 95 años de edad.